# Steely Dan
Steely Dan je americká rocková skupina založená v roce 1971 v Annandale-on-Hudson v New Yorku Walterem Beckerem (kytary, baskytara, doprovodné vokály) a Donaldem Fagenem (klávesy, hlavní zpěv). Původně měli tradiční sestavu kapely, Becker a Fagen se však rozhodli přestat koncertovat ke konci roku 1974 a pokračovali ve Steely Dan jako pouze studiové dvojici, využívající rotující obsazení studiových hudebníků. Časopis Rolling Stone je nazval „dokonalými hudebními antihrdiny sedmdesátých let“.
Becker a Fagen spolu hráli v různých kapelách už během studií na Bard College v Annandale-on-Hudson. Později se přestěhovali do Los Angeles, sestavili kapelu hudebníků a začali nahrávat hudbu. Jejich debutové album Can't Buy a Thrill (1972) vytvořilo vzorec pro jejich další kariéru, mísící prvky rocku, jazzu, latinské hudby, R&B a blues s propracovanou studiovou produkcí a kryptickými, ironií nabitými texty. Kapela si získala přízeň kritiků i komerční úspěch se sedmi studiovými alby. Vrcholem byl jejich nejprodávanější titul Aja, vydaný v roce 1977.
Po rozpadu Steely Dan v roce 1981 Becker a Fagen jen občasně pracovali na sólových projektech během 80. let, ačkoli kultovní fanouškovská základna zůstala skupině věrná. Od znovusjednocení v roce 1993 Steely Dan pravidelně koncertují a vydali dvě alba s novým materiálem, z nichž první, Two Against Nature (2000), získalo cenu Grammy za album roku na 43. ročníku cen Grammy. Jejich poslední album s novým studiovým materiálem je Everything Must Go z roku 2003, ačkoliv i nadále pravidelně vydávají výběrová alba, box sety a živé nahrávky. Po Beckerově smrti v roce 2017 Fagen s nevolí pokračoval se skupinou jako jediný oficiální člen.
Steely Dan byli uvedeni do Rock and Roll Hall of Fame v roce 2001 a prodali více než 40 milionů nahrávek po celém světě. VH1 zařadila Steely Dan na 82. místo svého žebříčku „100 největších hudebních umělců všech dob“ v roce 2010, a Rolling Stone je zařadil na 15. místo ve svém seznamu „20 největších hudebních dvojic všech dob“ v roce 2015.
Svůj název si kapela zvolila podle názvu parou poháněného umělého penisu „Steely Dan III from Yokohama“ z knihy Nahý oběd od Williama Burroughse.

## Diskografie
- 1972: Can't Buy a Thrill
- 1973: Countdown to Ecstasy
- 1974: Pretzel Logic
- 1975: Katy Lied
- 1976: The Royal Scam
- 1977: Aja
- 1980: Gaucho
- 2000: Two Against Nature
- 2003: Everything Must Go